# Магдалена Антова
Магдалена Йорданова Антова е югославска партизанка, участничка в комунистическата съпротива във Вардарска Македония.

## Биография
Родена е на 20 юни 1920 година в Куманово. През 1939 година става член на Съюза на комунистическата младеж на Югославия. След началото на Втората световна война успява да измъкне пленени югославски войници. Прибира оръжие за нуждите на Местния комитет на Югославската комунистическа партия заедно с брат си Методи Антов. На 12 октомври 1941 година влиза в Карадачкия народоосвободителен партизански отряд. Два дни по-късно български военни части и полиция обграждат отряда при воденица и тя е убита заедно с други партизани.